# Александар Виторовић
Александар Виторовић (Шепшин, 4. октобар 1926 — Београд, 8. фебруар 2016) био је српски књижевник и новинар.
Био је дугогодишњи главни и одговорни уредник Информативног програма Телевизије Београд и члан Удружења новинара Србије.

## Биографија
Рођен је у октобру 1926. године у Шепшину, код Младеновца. Завршио је Правни факултет Универзитета у Београду 1958. године. Новинарством је почео да се бави исте године као руководилац источних редакција емисија за иностранство Радио Београда.
Био је дописник Радио Београда из Варшаве 1959. године. Био је главни и одговорни уредник Информативног програма Телевизије Београд од 1960. до 1971. године, заменик генералног директора за програме радија и телевизије, као и директор Центра за истраживање програма. Године 1978. даје оставку на све функције, осим на дужности члана Савета Републике, која је била почасна.
Од јуна 1971. до 1. јуна 1973. био је члан председништва Главног одбора Удружења новинара Србије. На четрнаестој скупштини Савеза новинара Југославије одржаној 1975. у Крањској Гори, изабран је за члана Савезног одбора Савеза новинара Југославије.
Носилац је Партизанске споменице 1941. а надимак још из ратних дана му је Цига.